# Tetraulax albolateralis
Tetraulax albolateralis es una especie de escarabajo de la familia Cerambycidae. Fue descrita por Stephan von Breuning en 1940. Se encuentra en Costa de Marfil.